# Канторович, Роберт Анатольевич
Роберт Анатольевич Канторович (6 октября 1925 — 14 января 1982 года) — советский вирусолог, эпидемиолог, доктор медицинских наук (1965), профессор ВАК (1977), эксперт Всемирной организации здравоохранения. Основатель научного направления «Сравнительная эпидемиология и экология хронических вирусных инфекций». Основными объектами исследований Р. А. Канторовича были грипп, клещевой энцефалит, краснуха, гепатит B и бешенство.
Родился в г. Пекине в семье сотрудников советского посольства в Китае Анатолия Яковлевича Канторовича (28 сентября [10 октября] 1896 — 25 сентября 1937 года) и Александры Ильиничны Канторович (7 ноября [19 ноября] 1900 — 24 июля 1989 года).
Отец Роберта Анатольевича — А. Я. Канторович, известный учёный-востоковед, специалист по экономической истории Китая, в 1924—1928 гг. был советником при посольстве СССР в Пекине. В 1928 году семья Канторовичей вернулась в Москву. Впоследствии родители Роберта Анатольевича развелись. Александра Ильинична вышла замуж за Павла Соломоновича Кагана (1885 — 8 апреля 1938 года), инженера, крупного специалиста в области машиностроения. Анатолий Яковлевич женился на Аделаиде Леонидовне Блиновой (22 марта 1901 — 27 декабря 1974). Роберт Анатольевич жил в Москве в семье матери и отчима, сохраняя постоянный контакт со своим отцом.
16 июня 1937 года был арестован отец Роберта Анатольевича А. Я. Канторович (расстрелян 25 сентября 1937 г., посмертно реабилитирован Военной Коллегией Верховного Суда СССР 30 мая 1956 года).
29 января 1938 года был арестован отчим Роберта Анатольевича П. С. Каган (расстрелян 8 апреля 1938 г., посмертно реабилитирован Военной Коллегией Верховного Суда СССР 16 мая 1956 года).
21 марта 1938 г. была арестована мать Роберта Анатольевича А. И. Канторович (осуждена ОСО при НКВД СССР 28 апреля 1938 г., приговор 8 лет ИТЛ, отбывала срок в Акмолинском лагере жен изменников Родины (АЛЖИР), затем 8 лет находилась в ссылке в г. Луге, реабилитирована Военной Коллегией Верховного Суда СССР 22 октября мая 1956 года).
После ареста отчима и матери в 1938 году Роберт Анатольевич в возрасте 12 лет был отправлен в детприемник, затем спустя несколько месяцев сёстры его отчима П. С. Кагана приняли Роберта Анатольевича в свою семью и увезли его в г. Ленинград. Окончил школу в г. Ленинграде в 1941 г. После начала Великой Отечественной войны в течение всего периода блокады Ленинграда Роберт Анатольевич находился в Ленинграде. Начиная с 16 лет (с 1941 г.) он работал добровольцем-санитаром эвакогоспиталя Ленинградского фронта, участвовал в обороне города от бомбардировок вражеской авиации, тушил зажигательные бомбы. Роберт Анатольевич получил 2 благодарности от командования и был в 1944 г. награжден медалью «За оборону Ленинграда». В 1957 г. он был награжден медалью «В память 250-летия Ленинграда».
В 1943 году Р. А. Канторович поступил на лечебный факультет Ленинградского санитарно-гигиенического медицинского института, который окончил с отличием в 1948 году, причем с третьего курса и до окончания ВУЗа был сталинским стипендиатом. Поступив в аспирантуру Института экспериментальной медицины Академии медицинских наук СССР, Роберт Анатольевич в 1951 году защитил кандидатскую диссертацию на тему: «Материалы к лабораторной диагностике гриппа».
В 1952 году Р. А. Канторовича назначили заведующим вирусологической лабораторией Архангельского научно-исследовательского института эпидемиологии, микробиологии и гигиены, где он проработал до 1956 года и откуда по конкурсу перешел в Ленинградский НИИ эпидемиологии, микробиологии и гигиены им. Л. Пастера. Там под его руководством была организована вирусологическая лаборатория, в рамках которой Р. А. Канторович вел большую научную работу по изучению гриппа, полиомиелита и бешенства. В 1959—1960 годах Р. А. Канторович по заданию Министерства здравоохранения РСФСР организовал в Псковской и Новгородской областях проведение профилактических прививок детей живой вакциной против полиомиелита. Он изучал иммунологическую и эпидемиологическую эффективность живой вакцины, а также иммунологическую структуру населения г. Ленинграда в отношении поливируса.
В 1961 году Р. А. Канторовича перевели в Москву в Институт вирусологии им. Д. И. Ивановского, где в 1965 году он защитил докторскую диссертацию на тему: «Природные очаги „дикования“ и бешенства в СССР (эпидемиологическое и эколого-вирусологическое исследование)». Р. А. Канторович стал одним из ведущих мировых специалистов в области эпидемиологии и эпизоотологии бешенства. Р. А. Канторович впервые в СССР исследовал малоизученное заболевание Крайнего Севера «дикование», доказав его принадлежность к группе бешенства. В результате исследований им впервые был сформулирован ряд новых положений современной эпидемиологии, экологии и вирусологии бешенства, а также были применены системный анализ и математические методы для природных и антропургических очагов этой инфекции.
В приполярных районах СССР, в Канаде и США еще с XIX века были выявлены эпизоотии необычной формы бешенства под названием «дикование». «Дикование» — это массовое нервное заболевание собак на Севере Якутии. В конце 1950-х и начале 1960-х годов XX века в Казахстане и Западной Сибири начались непрерывные эпизоотии бешенства (дикования) песцов, лис, волков собак, при этом болели только животные. Для этого заболевания характерна сезонность, причем массовые случаи отмечают зимой, а максимальная зараженность лисиц и песцов происходит в IV квартале года. Р. А. Канторович заинтересовался этой проблемой и установил, что помимо диких животных вирус «дикования» может быть патогенен и для лабораторных животных, таких как кролики, морские свинки и хлопковые крысы, но при этом скармливание песцам вируссодержащего мозга не вызывало симптомов болезни. Во время эпизоотии он выделил вирус из мозга у 70 % внешне здоровых песцов и доказал бессимптомное носительство бешенства. Р. А. Канторович считал, что вирус дикования является разновидностью вируса уличного бешенства, широко распространенного в природных очагах Заполярья. В 1960-х годах еще не было современных молекулярно-биологических методов, которые позволили бы типировать вирус. Но и в настоящее время по этому вопросу нет единого мнения.
В 1965 году Р. А. Канторович становится сотрудником Научно-исследовательского института эпидемиологии и микробиологии им. Н. Ф. Гамалеи, где до конца своей жизни руководит лабораторией эпидемиологии хронических и медленных инфекций. Его интересует определение роли вирусных и других инфекционных агентов в возникновении тяжелой хронической патологии раннего детства — врожденных аномалий развития. В ходе изучения краснухи, которая являлась в эти годы актуальной проблемой во многих странах мира, Р. А. Канторовичем и его сотрудниками были получены достоверные данные о широком распространении в СССР этой инфекции в разных возрастных группах. Были установлены восприимчивые контингенты, в число которых входят и женщины детородного возраста. Были получены прямые доказательства тератогенного действия вируса краснухи, циркулирующего среди населения страны.
Для Р. А. Канторовича было характерно постоянное сочетание теоретических изысканий с разработкой практических рекомендаций и методов в борьбе с вирусными заболеваниями. Дальнейшее изучение врожденных инфекций позволило Р. А. Канторовичу в соавторстве с коллегами разработать и получить патент, а также авторское свидетельство на способы диагностики хориоретинитов, увеитов и ретинобластомы цитомегаловирусной этиологии у детей.
Р. А. Канторович был крупным организатором в области медицины. В течение ряда лет он являлся заместителем председателя Межведомственной комиссии Минздрава СССР по борьбе с бешенством, участвовал в разработке программы экологического надзора за природными очагами бешенства для стран — членов СЭВ, программы научных исследований для проблемной комиссии «Эпидемиология, клиника, лабораторная диагностика и профилактика инфекционных заболеваний». Р. А. Канторовичем был разработан метод комплексного эпидемиолого-иммунологического скрининга врожденных вирусных инфекций; также им были составлены рекомендации по эпидемиологическому и клиническому надзору за длительными носителями гепатита B и больными хроническим гепатитом, по эпидемиологии, клинике и профилактике постнатальной и врожденной краснухи; Р. А. Канторовичем была разработана программа «Стратегия и тактика комплексного эпидемиологического исследования инфекционного агента в перинатальной патологии человека». По инициативе Р. А. Канторовича была создана лаборатория по изучению проблем бешенства в Омском НИИ природно-очаговых инфекций. Р.А Канторович являлся председателем комиссии НИИ эпидемиологии и микробиологии им. Н. Ф. Гамалеи по оказанию научно-практической помощи органам здравоохранения Москвы, по его инициативе был разработан соответствующий комплексный план мероприятий.
В последние годы научной деятельности Р. А. Канторовичем проводились комплексные исследования по пери- и постнатальной хронической вирусной патологии человека: были выявлены общие и региональные особенности многолетней динамики и географии врожденных пороков развития в РСФСР и разработан их прогноз до 1990 г. Впервые в СССР были определены основные характеристики эпидемического процесса краснухи в разных географических районах; изучены эпидемиолого-иммунологические закономерности постнатальной врожденной и осложненной краснухи, разработаны математическая модель краснухи и оптимальная тактика эпидемиологического надзора за врожденной краснухой в масштабах страны.
Также Р. А. Канторовичем впервые в СССР была исследована эпидемиологическая география носительства антигена гепатита B и его субтипов в различных районах, были выявлены факторы, определяющие длительную персистенцию антигена гепатита B у носителей.
Начиная с мая 1979 г. у Р. А. Канторовича обнаружились первые признаки тяжелого заболевания — бокового амиотрофического склероза (БАС). Болезнь неуклонно прогрессировала, в конечном счете лишив больного возможности двигаться и говорить. Несмотря на это, Р. А. Канторович продолжал работать, следил за научной литературой, диктовал научные статьи и руководил своими учениками практически до последних дней, используя специальную кодовую систему знаков, разработанную для него его другом математиком М. З. Коловским, крупнейшим исследователем механики сложных современных машин. Кроме того, Р. А. Канторович в ходе своей болезни стремился содействовать изучению природы бокового амиотрофического склероза: в ходе обследований в клинике Института полиомиелита и вирусных энцефалитов АМН СССР из крови Р. А. Канторовича коллективом ученых во главе с Е. А. Ткаченко был выделен штамм лимфоцитарного хориоменингита, названный исследователями «Канта-220» в честь Р. А. Канторовича.
Р. А. Канторович скончался 14 января 1982 года в возрасте 56 лет.
Результаты исследований Р. А. Канторовича нашли отражение в 200 опубликованных работах. Под его руководством были подготовлены 2 доктора и 16 кандидатов наук.